# Lave (batteria galleggiante)
La Lave fu una batteria galleggiante classe Dévastation, in servizio con la Marine nationale dal 1855 al 1871.

## Servizio

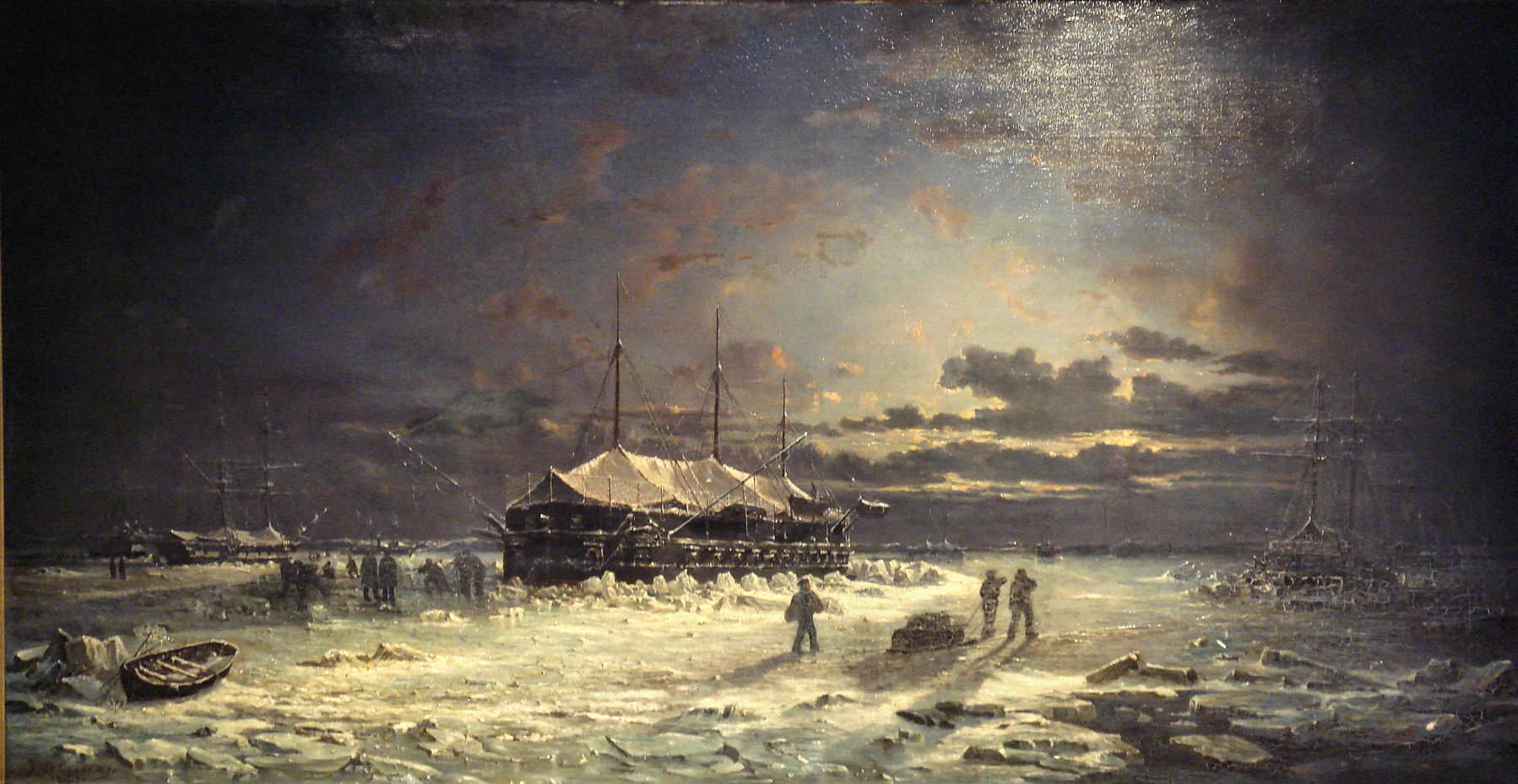
La Lave in Crimea nell'inverno 1855-56

Costruita nei cantieri navali di Lorient, fu varata nel marzo 1855 ed entrò in servizio nel giugno dello stesso anno. Assieme alle sorelle Tonnante e  Dévastation fu inviata nel Mar Nero per assistere la flotta in legno francese impegnata nella guerra di Crimea. A causa delle forti limitazioni all'apparato propulsivo, tipiche delle batterie galleggianti, la Lave fu rimorchiata dalla Magellan fino alla baia di Kamiesch, a sud di Sebastopoli, dove arrivò il 12 settembre 1855. Il 17 ottobre la Lave, la Tonnante e la Dévastation attaccarono Kinburn, radendo al suolo le difese terrestri russe. Nel 1856 torna a Tolone, dove viene messa momentaneamente in disarmo. 
Nel 1859, sempre assieme alla Tonnante e alla Dévastation, viene trasferita nel Mar Adriatico, dove svolge alcune operazioni nel corso della seconda guerra d'indipendenza italiana. 
Radiata nel 1871, viene demolita a Tolone nel 1873.